# Fort Simpson Airport
Fort Simpson Airport är en flygplats i Kanada. Den ligger i den centrala delen av landet, cirka 3 400 kilometer nordväst om huvudstaden Ottawa. Fort Simpson Airport ligger 169 meter över havet och är samhället Fort Simpsons kommersiella flygplats. Flygplatsen ligger ett par kilometer från färjeläget på Highway 1 cirka 15 kilometer söder om själva samhället.
Terrängen runt Fort Simpson Airport är platt. Trakten runt Fort Simpson Airport är nära nog obefolkad, med mindre än två invånare per kvadratkilometer.. Det finns inga samhällen i närheten. 
I omgivningarna runt Fort Simpson Airport växer i huvudsak barrskog.